# Henryk Szeryng
Henryk Bolesław Szeryng (n. 22 septembrie 1918, Żelazowa Wola, Sochaczew County⁠(d), Mazovia, Polonia – d. 3 martie 1988, Kassel, Germania) a fost un mare violonist polonez de origine evreiască, stabilit in Mexic.

## Biografie
S-a născut în Polonia la Żelazowa Wola (locul de naștere a lui Chopin) în 1918, în familia unui om de afaceri evreu și a soției sale iubitoare de muzică. La naștere a primit și numele ebraic Tzvi (Hirsch in idiș și germană, și al cărui corespondent polonez obișnuia sa fie Henryk). Primele lecții de pian le-a primit de la mama sa. Cum fratele său mai mare, Georg (Jerzy), cânta la vioară, și Henryk a început studiul viorii de la vârsta de șapte ani și jumătate. Primul său profesor în acest instrument i-a fost Mauricy Frenkel, elev al renumitului Leopold Auer din Sankt Petersburg care l-a introdus și în nuanțele stilurilor diferite de cântat la vioară, între care cel "rus" (difuzat de Auer, de fapt, în tradiția austro - ungară) și cel " franco-belgo-polonez" (al școlii lui Wieniawski). La recomandarea violonistului Bronislaw Huberman, care era prieten al familiei, Henryk a continuat apoi studiul viorii la Berlin cu Carl Flesch. În 1933 a debutat ca solist interpretând Concertul pentru vioară de Johannes Brahms. Între 1933 și 1939 a studiat compoziția cu Nadia Boulanger la Paris. Pe parcusul celui de al doilea război mondial a fost angajat ca traducător pentru guvernul polonez aflat în exil (Szeryng vorbind fluent șapte limbi) și a dat aproximativ 300 de concerte pentru trupele aliate pe tot globul. Cu ocazia concertului dat în Mexico City a primit oferta de a prelua catedra de vioară a universității din oraș. A acceptat oferta și a devenit cetățean mexican în 1946.
Szeryng s-a concentrat pe activitatea de profesor înainte de a-și relua cariera concertistică în anul 1954. Debutul său la New York a fost primit cu ovații urmat fiind de lungi turnee care vor continua pe tot parcursul vieții. A murit la Kassel în Germania, în timpul unui turneu. A fost întotdeauna recunoscut pentru interpretarea sa inteligentă, nepretențioasă și cu mare respect față de compozitor.
A deținut două viori de mare valoare: Del Gesu “Le Duc” și Stradivarius-ul “Regele David”. Cel dintâi este instrumentul pe care a concertat și a înregistrat cel mai mult iar cel din urmă, inestimabil, l-a donat statului Israel.

## Premii și Recunoaștere
Premiul Grammy pentru cea mai buna interpretare a muzicii de cameră:
- Pierre Fournier, Arthur Rubinstein & Henryk Szeryng pentru Brahms: Trios (Integral)/Schumann: Trio No. 1 in D Minor (1975)
- Pierre Fournier, Arthur Rubinstein & Henryk Szeryng pentru Schubert: Trios Nos. 1 in B Flat, Op. 99 and 2 in E Flat, Op. 100 (Piano Trios) (1976)

Grand Prix du Disque:
- Grand Prix du Disque 1956 pentru Sonatele și Partitele Solo de J.S.Bach (DGG)
- Grand Prix du Disque 1959 pentru concertul pentru vioară de Brahms împreună cu London Symphony Orchestra condusă de Pierre Monteux